# Krehiv, Jîdaciv
Krehiv (în ucraineană Крехів) este un sat în comuna Sîdorivka din raionul Jîdaciv, regiunea Liov, Ucraina.

## Demografie
Componența lingvistică a localității Krehiv
     Ucraineană (100%)
Conform recensământului din 2001, toată populația localității Krehiv era vorbitoare de ucraineană (100%).